# Aulis Rytkönen
Aulis Rytkönen (5 janvier 1929 à Karttula - 16 avril 2014 à Helsinki), en Finlande,  est un footballeur international finlandais, reconnu comme un des meilleurs joueurs de l'histoire du pays, devenu entraîneur.
Il est désigné meilleur joueur finlandais de l'année en 1949, 1950 et 1952.

## Biographie

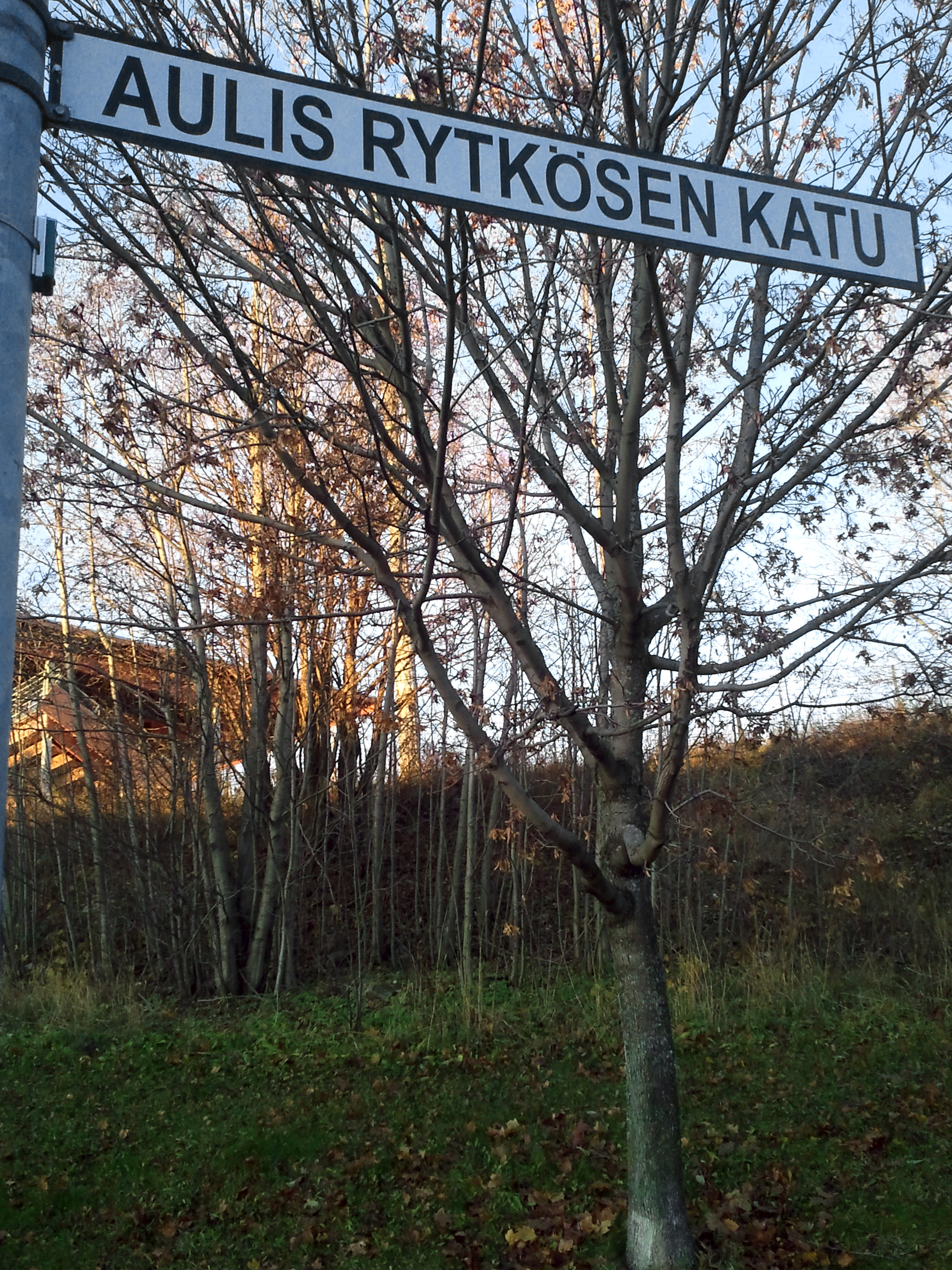
Rue Aulis Rytkönen à Kuopio.

Il commence sa carrière au poste d'attaquant au KuPS Kuopio en Finlande, avant de rejoindre la France. Premier Finlandais à devenir footballeur professionnel, il évolue de huit saisons au Toulouse FC, de 1952 à 1960, avec lequel il remporte la Coupe de France en 1957. Après cet intermède étranger, il retourne dans la capitale de son pays, où il évolue en tant que joueur-entraîneur au HJK Helsinki entre 1960 et 1966 et comme entraîneur entre 1967 et 1971.
Il compte 37 sélections avec l'équipe de Finlande de football, pour 7 buts. Il joue pour la sélection olympique finlandaise à Helsinki lors des Jeux olympiques d'été de 1952.
Il travaille aussi comme sélectionneur national de 1975 à 1978.
Aulis Rytkönen décède le 16 avril 2014.

## Sources
- Marc Barreaud, Dictionnaire des footballeurs étrangers du championnat professionnel français (1932-1997), l'Harmattan, 1997, page 156.